# Ruschia cymbifolia
Ruschia cymbifolia är en isörtsväxtart som först beskrevs av Adrian Hardy Haworth, och fick sitt nu gällande namn av L. Bol. Ruschia cymbifolia ingår i släktet Ruschia och familjen isörtsväxter. Inga underarter finns listade i Catalogue of Life.